# Liga Mexicana del Pacífico 1964-65
La Temporada 1964-65 de la Liga Mexicana del Pacífico fue la 7.ª edición y comenzó el 26 de septiembre de 1964.
En esta temporada, como una especie de muñeco y derivado de los bajos resultados deportivos, además de la contratación del mánager José Luis “Chito” García, se realizaron algunos cambios dentro del club de Obregón, en primera instancia se cambió el nombre a Trigueros de Ciudad Obregón y el Dugout del equipo local, tradicionalmente ubicado en parte derecha del estadio Álvaro Obregón se cambió al lado izquierdo, sin resultado positivo. Para la siguiente temporada se regresó a su nombre tradicional Yaquis de Ciudad Obregón.
Para esta temporada se continuó con el mismo sistema de competencia del año anterior y el mismo número de equipo. Esta campaña contó con el debut de Francisco "Paquín" Estrada con el equipo de Mayos de Navojoa.
Además, Héctor Espino obtuvo su primera triple corona de bateo.
La temporada finalizó el 7 de febrero de 1965, con la coronación de los Ostioneros de Guaymas al terminar en la primera posición del standing.

## Sistema de competencia

### Temporada regular
Se estableció un sistema de competencia de "todos contra todos", se programó un calendario corrido sin vueltas, jugándose 80 juegos, resultando campeón el equipo con mayor porcentaje de ganados y perdidos (primera posición). 

### Final
En caso de que hubiera empate entre los primeros dos lugares de la tabla en cuanto a ganados y perdidos, se jugaría una serie final a ganar 3 de 5 juegos.

## Calendario
- Número de Juegos: 80 juegos

## Datos Sobresalientes
- Héctor Espino obtuvo la triple corona de bateo jugando con Naranjeros de Hermosillo.

## Equipos participantes
| Liga Mexicana del Pacífico 1964-65 |           |                   |                        |                         |           |
| Equipo                             | Fundación | Mánager           | Ciudad                 | Estadio                 | Capacidad |
| Cañeros de Los Mochis              | 1947      | Guillermo Garibay | Los Mochis, Sinaloa    | Mochis                  | 6,000     |
| Mayos de Navojoa                   | 1950      | Tomas Herrera     | Navojoa, Sonora        | Revolución              | 3,200     |
| Naranjeros de Hermosillo           | 1944      | Por definir       | Hermosillo, Sonora     | Fernando M. Ortiz       | 5,000     |
| Ostioneros de Guaymas              | 1945      | Guillermo Frayde  | Guaymas, Sonora        | "Abelardo L. Rodríguez" | 5,000     |
| Rieleros de Empalme                | 1948      | Manolo Fortes     | Empalme, Sonora        | Estrellas Empalmenses   | ***       |
| Trigueros de Ciudad Obregón        | 1947      | José Luis García  | Ciudad Obregón, Sonora | Álvaro Obregón          | ***       |

## Standing
| Equipos                     | JJ | JG | JP | JE | JV   | PCT  |
| --------------------------- | -- | -- | -- | -- | ---- | ---- |
| Ostioneros de Guaymas       | 84 | 47 | 33 | 4  | -    | .588 |
| Cañeros de Los Mochis       | 81 | 46 | 34 | 1  | 1.0  | .575 |
| Naranjeros de Hermosillo    | 81 | 45 | 35 | 1  | 2.0  | .563 |
| Rieleros de Empalme         | 85 | 35 | 45 | 5  | 12.0 | .438 |
| Mayos de Navojoa            | 81 | 34 | 46 | 1  | 13.0 | .425 |
| Trigueros de Ciudad Obregón | 82 | 33 | 47 | 2  | 14.0 | .413 |

| Campeón |

Nota: El campeón se definió por la primera posición en el standig.

## Cuadro de Honor
| Equipos                     | Posición   |
| --------------------------- | ---------- |
| Ostioneros de Guaymas       | Campeón    |
| Cañeros de Los Mochis       | Subcampeón |
| Naranjeros de Hermosillo    | 3° Lugar   |
| Rieleros de Empalme         | 4° Lugar   |
| Mayos de Navojoa            | 5° Lugar   |
| Trigueros de Ciudad Obregón | 6° Lugar   |

## Designaciones
A continuación se muestran a los jugadores más valiosos de la temporada.
| Designación         | Ganador           | Equipo                   |
| ------------------- | ----------------- | ------------------------ |
| Jugador Más Valioso | Arnoldo Castro    | Ostioneros de Guaymas    |
| Pitcher del Año     | Horacio Solano    | Naranjeros de Hermosillo |
| Novato del año      | Gerónimo Ambrosio | Mayos de Navojoa         |
| Mánager del Año     | Guillermo Frayde  | Ostioneros de Guaymas    |
| Mánager Campeón     | Guillermo Frayde  | Ostioneros de Guaymas    |
| Campeón de Bateo    | Héctor Espino     | Naranjeros de Hermosillo |
| Campeón de Pitcheo  | Vicente Romo      | Ostioneros de Guaymas    |